# Issues (banda)

Issues en 2016.

Issues

Issues fue una banda estadounidense de metalcore formada en 2012 en Atlanta, Georgia. La banda estaba formada por el guitarrista y vocalista AJ Rebollo, el bajista y vocalista Skyler Acord y el baterista Josh Manuel. Eran conocidos por su combinación de metalcore, nu metal, pop y R&B contemporáneo. 
Esta banda firmó en la discográfica Rise Records. La banda se formó tras la salida de Bohn y de Carter de su antigua banda Woe, Is Me, que más tarde ellos dos formaron Issues y grabaron su primer EP, Black Diamonds, lanzado el 13 de noviembre de 2012. Después de hacer giras con bandas como Of Mice & Men, Beartooth o Sleeping With Sirens la banda sacó el sencillo Hooligans y en 2013 empezaron a grabar su primer álbum. El 18 de febrero de 2014 salió el álbum, llamado Issues. El segundo álbum salió el 20 de mayo de 2016 con el nombre de Headspace. El 4 de enero de 2018, se reveló que la banda había despedido a Michael Bohn por "querer ir en una dirección diferente". Al año siguiente, el grupo lanzó su tercer álbum de estudio, Beautiful Oblivion, el 4 de octubre de 2019. 
En septiembre de 2020, Tyler Carter fue despedido de la banda por múltiples acusaciones de acicalamiento y conducta sexual inapropiada. La banda permanecería inactiva hasta noviembre de 2023, cuando anunciaron que se disolverían luego de tres shows de despedida programados para enero de 2024.

## Historia

### 2012: Formación yBlack Diamonds:
El proyecto fue anunciado por primera vez por el exvocalista de Woe, Is Me Tyler Carter en 2012, afirmando que tenía planes de crear una banda con otros exmiembros de la banda. Esto incluye; Michael Bohn, Cory Ferris y Ben Ferris. Antes de que la banda comenzara a grabar su EP debut, titulado Black Diamonds, tanto Cory como Ben Ferris no pudieron asistir a las sesiones de grabación y finalmente abandonaron la banda. Ben Ferris salió de la banda a principios de septiembre de 2012, mientras que Cory Ferris decidió quedarse con la banda hasta que anunció su salida en noviembre de 2012. Skyler Acord tocaba el bajo en el EP debut de la banda, mientras que su hermano Tyler Acord tocaba teclados y tocadiscos. Posteriormente, a los dos hermanos Acord se les pidió unirse a la banda después de la partida del bajista Jake Vintson a principios de 2013.

### 2013-2015:IssuesyDiamond Dreams EP
El primer lanzamiento de Issues en 2013 fue un sencillo independiente titulado "Hooligans", que fue lanzado el 5 de julio y fue acompañado con un video musical. En mayo, el baterista Case Snedecor dejó la banda debido a diferencias musicales. Pero en el mes siguiente, su sucesor, Josh Manuel, fue anunciado como el nuevo baterista de la banda, haciendo de este el cuarto cambio de formación en la corta historia de la banda. El 19 de mayo de 2013, la banda participó en el Vans Warped Tour.
La banda confirmó que lanzarían un EP lleno de versiones acústicas de canciones de su EP debut 'Black Diamonds', que luego fue lanzado el 18 de noviembre de 2014. Inicialmente, la banda iba a lanzar su álbum debut en noviembre, sin embargo, se retrasó hasta enero de 2014. En diciembre se reveló que el álbum se lanzaría el 18 de febrero de 2014, junto con los detalles del álbum y la lista de canciones, revelando que era un álbum homónimo.
Issues hizo otro lanzamiento a través de Fearless Records en el álbum "Punk Goes Christmas", lanzado el 2 de noviembre, con la canción "Merry Christmas, Happy Holidays". Más tarde se anunció que se unirían a Beartooth en la gira principal de Of Mice & Men UK en abril como acto de apoyo. También se anunció que se unirán a Bring Me the Horizon y Of Mice & Men en su 'American Dream Tour' a partir de febrero con otros artistas de apoyo Letlive y Northlane. La banda también confirmó que realizarán todo el Vans Warped Tour 2014.
El álbum debut de la banda, Issues, fue lanzado el 18 de febrero de 2014. En abril, se anunció que la banda actuaría en el Festival de Leeds y Leeds de 2014. La banda fue un acto de apoyo para la actuación de Wembley Arena en Londres el 5 de diciembre apoyando Bring Me the Horizon junto con Young Guns y Sleepwave. [23] La banda encabezará la gira estadounidense "Journeys Noise: Thanks for the Invite" y contará con el apoyo de I Killed The Prom Queen, Ghost Town, Marmozets and Nightmares y tendrá lugar a fines de octubre hasta mediados de diciembre.
El 17 de octubre de 2014, la banda confirmó que lanzarían su primer EP acústico, Diamond Dreams, producido y mezclado por la banda junto con Matt Malpass y otros miembros del personal. El EP fue lanzado oficialmente el 17 de noviembre.

### 2015-2018: Headspace, un cambio de sonido y salida de Michael Bohn
El 2 de enero de 2015, Issues apareció en un artículo en Alternative Press, en el que declararon que la escritura y la preproducción para su segundo álbum comenzarían el 23 de enero. Ty Acord anunció que no estaría de gira con Issues durante 2015, para centrarse en su trabajo como productor musical. Sin embargo, declaró que aún sería miembro de la banda en el estudio, y que coproducirá el próximo álbum, titulado "Headspace"
El baterista Josh Manuel dijo que la banda estaba en el estudio escribiendo para su segundo álbum y que habían reservado tiempo, una vez más, con Kris Crummett y Erik Ron en julio de 2015 para grabarlo. En noviembre de 2015, anunciaron que serán cinco piezas, y Ty se irá para enfocarse en producir música y trabajar con Issues solo como colaborador.

### 2019-2024:Beautiful Oblivion, salida de Carter y separación
El 9 de abril de 2019, Issues anunció que habían completado sesiones de grabación y seguimiento para su próximo tercer álbum de estudio. [34] En una declaración del bajista Skyler Acord, declaró: "Terminamos nuestro álbum ayer, casi dos años después de la primera sesión de escritura. (Literalmente) casi nos mata en más de un sentido, pero el buen arte proviene del conflicto. No puedo esperar a que escuches lo que pasamos, entretejidos con la música de la que todos estamos tan orgullosos ". El mismo día, la banda confirmó que lanzarían un nuevo sencillo "próximamente". Antes del anuncio del álbum o la gira promocional, el grupo está programado para realizar una gira como apoyo en la banda estadounidense de metalcore I Prevail's Trauma US Tour, de 24 de abril a 9 de agosto de 2019. Mientras realizaba encuestas en línea a través de Instagram sobre cuál debería ser la lista de canciones para la próxima gira, se anunció que el primer sencillo para el próximo álbum se lanzaría el 3 de mayo de 2019, titulado "Tapping Out". El 11 de agosto, se anunció que el álbum se titulará Beautiful Oblivion y se lanzará el 4 de octubre.
El 1 de septiembre de 2020, la banda anunció que el miembro fundador y vocalista Tyler Carter había sido expulsado de la banda debido a acusaciones de acicalamiento y conducta sexual inapropiada. Tras la salida de Carter de la banda, los tres miembros restantes lanzaron un álbum de pistas instrumentales de Beautiful Oblivion el 20 de noviembre de 2020. El bajista y vocalista Skyler Acord comenzó a trabajar con el dúo musical estadounidense Twenty One Pilots en 2021 y Josh Manuel comenzó a trabajar con el cantante estadounidense Kane Brown.
El 17 de noviembre de 2023, la banda anunció una ruptura y tres shows de despedida que se llevarán a cabo en enero de 2024. El 29 de noviembre de 2023 se agregaron tres fechas extra y Brian Butcher de la banda The Home Team fue anunciado como vocalista suplente de todos los shows de despedida.
El 10 de enero de 2024, la banda lanzó el sencillo final titulado "Since I Lost You" con el bajista Skyler Acord como voz principal.
Durante los dos últimos shows de despedida, ambos en The Masquerade en Atlanta, GA, el exmiembro de la banda, el vocalista Unclean Michael Bohn, se unió a la banda en el escenario para interpretar el EP Black Diamonds en su totalidad, junto con el sencillo "Hooligans", durante la parte bis del programa. La banda grabó los shows de despedida y lanzará una selección de grabaciones de canciones como un álbum en vivo de doble vinilo, Issues Forever, a finales del verano o principios del otoño de 2024.

## Estilo musical e influencias
Issues a menudo se los han asociado con el género nu-metalcore, que tiene una mezcla de metalcore, post hardcore, nu metal, pop, electrónica y R&B. AllMusic dijo que la banda mezcló estos géneros para obtener "nuevo nu metal". La banda misma ha comentado que querían mezclar música de metal y "Top 40" de la misma manera que nu metal mezcló música de heavy metal con música de hip hop. Además de ser etiquetado como nu metal, Issues también ha sido etiquetado como metalcore, "pop / metal" y "R&Bcore". Están influenciados por artistas y grupos como Korn (a quien la banda se llamó después de su álbum del mismo nombre en 1999), Katy Perry, Linkin Park, Stevie Wonder, Jackson 5, Children of Bodom, Cradle of Filth, Parkway Drive, Blink-182, Sum 41, Fatboy Slim, Impending Doom, Slipknot, Kesha, Miley Cyrus y Beastie Boys.
En 2019, el bajista Tyler Accord publicó una lista de reproducción en Spotify desde la cuenta oficial de la banda donde incluyen las nuevas influencias que adoptaron para escribir Beatufil Oblivion, dado que en este álbum la banda torna un giro más orientado al Metal progresivo e incluso el Djent, que ya venía desde su anterior disco Headspace. Entre estas influencias se encuentran artistas y bandas tan variadas como Polyphia, Kim Petras, Meshuggah, Loathe, Cocteau Twins, Jorja Smith, Tennyson, Troye Sivan, Rich Brian, Tigran Hamasyan, Katatonia, Leprous, Lotus Eater, Mr Twin Sister, The 1975, Alina Baraz, Mitchell Tenpenny, Brownstone, 6LACK, Eternity Forever, VOLA, Megan Thee Stallion, Mac Miller, Dirty Loops, Lido, Israel Houghton, Kacey Musgraves, Charlie Puth, Crooks (UK), Maroon 5, Kehlani, Frank Ocean, Yes, Keith Urban, Tierra Whack y Anderson .Paak

## Miembros
Última alineación
- Adrian "AJ Bends" Rebollo – guitarra (2012–2024), voces (2015–2024)
- Skyler Acord – bajo (2013–2024; sesión 2012), coros (2018–2024)
- Josh Manuel – batería (2013–2024)

Miembros anteriores
- Ben Ferris – teclados, sintentizadores, voces (2012)
- Cory Ferris – bajo (2012)
- Jake Vintson – bajo (2012–2013)
- Case Snedecor – batería, percusión (2012–2013)
- Mike Bohn – guturales (2012–2018), voces claras (2016–2018)
- Tyler Carter – voz (2012–2020), coros (2018–2020)

Miembros de sesión
- Tyler "Ty" Acord – turntablism, teclados, sintentizadores, keytar, sample, productor (2012, 2015–2024, oficial 2012–2015)

## Discografía
Álbumes de estudio
- Issues (2014)
- Headspace (2016)
- Beautiful Oblivion (2019)

EP
- Black Diamonds (2012)
- Diamond Dreams (2014)

Sencillos
| Año  | Canción                           | Álbum               |
| ---- | --------------------------------- | ------------------- |
| 2012 | "King of Amarillo"                | Black Diamonds (EP) |
| 2012 | "Princeton Ave"                   | Black Diamonds (EP) |
| 2012 | "Boyfriend (Justin Bieber cover)" | Punk Goes Pop v5    |
| 2012 | "The Worst of Them"               | Diamond Dreams (EP) |
| 2013 | "Hooligans"                       | Single              |
| 2013 | "Merry Christmas, Happy Holidays" | Punk Goes Christmas |
| 2014 | "Stringray Affliction"            | Issues              |
| 2014 | "Never Lose Your Flames"          | Issues              |
| 2014 | "Mad At Myself"                   | Issues              |
| 2016 | "The Realest"                     | Headspace           |
| 2016 | "Coma"                            | Headspace           |
| 2016 | "Blue Wall"                       | Headspace           |
| 2016 | "Slow Me Down"                    | Headspace           |
| 2017 | "Home Soon"                       | Headspace           |

## Videografía
| Año  | Canción                        | Álbum              |
| ---- | ------------------------------ | ------------------ |
| 2012 | "The Worst of Them" (acústico) | Diamonds Dreams    |
| 2013 | "Princeton Ave"                | Black Diamonds     |
| 2013 | "Hooligans"                    | Issues             |
| 2014 | "Stingray Affliction"          | Issues             |
| 2014 | "Never Lose Your Flames"       | Issues             |
| 2014 | "Mad at Myself"                | Issues             |
| 2016 | "The Realest"                  | Headspace          |
| 2016 | "Coma"                         | Headspace          |
| 2016 | "Blue Wall"                    | Headspace          |
| 2016 | "Slow Me Down"                 | Headspace          |
| 2017 | "Home Soon"                    | Headspace          |
| 2019 | "Tapping Out"                  | Beautiful Oblivion |
| 2019 | "Drink About It"               | Beautiful Oblivion |